# میکرومگاس (ولتر)
میکرومگاس (Micromégas) داستان کوتاهی است که در سال ۱۷۵۲ توسط فیلسوف و طنزپرداز عصر روشنگری فرانسه ولتر نوشته شده است.
میکرومگاس در کنار داستان کوتاه ولتر، رؤیای افلاطون، از جمله اولین نمونه‌های علمی-تخیلی در گونه‌های ادبی است و تأثیر چشم‌گیری در تاریخ ادبیات داشت.
داستان حول محور موجودی می‌گردد اهل یکی از سیارات چرخان به دور ستاره ای به اسم سیروس، که به زمین سفر می‌کند و در آنجا همنشینی پیدا می‌کند. گفته شده‌است که این رمان تقلیدی از کتاب سفرهای گالیور اثر جاناتان سوییفت می‌باشد.

## طرح داستان
این داستان به هفت قسمت کوتاه تنظیم گشته‌است. بخش اول میکرومگاس، ساکن یکی از سیاراتی که به دور ستاره یِ سیروس می‌چرخند، را توصیف می‌کند. دنیایی که در آن زندگی می‌کرد ۲۱٫۶ میلیون برابر محیط زمین بوده‌است. بلندی قامت میکرومگاس به ۳۷ کیلومتر می‌رسد. هنگامی که ۴۵۰ سال داشت و به پایان شیرخوارگی اش نزدیک می‌شد، کتابی علمی می‌نویسد و در آن حشرات سیاره اش را مورد آزمایش قرار داد می‌دهد که حدود سی متر دارند و بسیار کوچک‌تر از آن هستند که با میکروسکوپ‌های معمولی قابل دیدن باشند. این کتاب به عنوان کفر و ارتداد معرفی می‌شود و بعد از دویست سال محاکمه، دادگاه او را به تبعیدی هشت ساله حکم می‌کند. این موضوع برای میکرومگاس انگیزه ای می‌شود تا دور گیتی را به طلب توسعهٔ هوش و سرزندگی اش سفر کند.
بعد از آسمان گردی‌های گسترده او به زحل می‌رسد و در آنجا با منشیِ آکادمیِ زحل که مردی است کوتوله با یک بیستم قد خودش رفیق می‌شود. آن دو با هم از تفاوت سیاراتشان صحبت به میان می‌آورند. یک فرد زحلی ۷۲ حس دارد در حالی که یک فرد سیریایی ۱۰۰۰ حس. زحلی‌ها به مدت ۱۵۰۰۰ سال زمینی زنده می‌مانند در حالیکه سیریایی‌ها به مدت ده و نیم میلیون سال. میکرومگاس این‌طور گزارش می‌دهد که جهان‌هایی را دیده که در آن موجودات بیشتر از این هم عمر می‌کنند، اما همچنان مدت زمان زندگی خود را کم می‌دانند. در انتهای حبت، تصمیم می‌گیرند با هم یک سفر فلسفی در پیش گیرند.
به تدریج به زمین می‌رسند و آن را در عرض ۳۶ ساعت دور می‌زنند؛ در حالیکه که زحلی فقط بخش پایینی پاهایش را در دریاهای عمیق خیس کرده بود و سیریایی مچش هم به زور خیس شده بود. از آنجایی که همه چیز برای آنها کوچک‌تر از چیزی است که با چشم خالی بتوانند ببینند به این نتیجه می‌رسند که این سیاره باید عاری از حیات باشد. در دریای بالتیک، زحلی اتفاقی ذره ای کوچک را در حال شنا می‌یابد و بعد از برداشتنش می‌فهمد که آن یک وال است. در حالیکه دارند وال را بررسی می‌کنند، یک قایق پر از فیلسوف در نزدیکی آنها به ساحل می‌رسند. بعد از اینکه دو مسافر فضا قایق را بررسی کردند و موجودات زندهٔ درون آن را کشف کردند به این نتیجه رسیدند که این موجودات کوچک‌تر از آنند که در آنها اثری از هوش یا سرزندگی باشد. اما به تدریج متوجه می‌شوند که این موجودات در حال صحبت با یک دیگرند. از وصل کردن ناخن‌هایشان یک لولهٔ شنوایی ابداع می‌کنند تا آن صداهای ریز را بشنوند. پس از آنکه مدتی به گوش ایستادند، زبان انسان‌ها را فرا می‌گیرند و با هم شروع به حرف زدن می‌کنند و در آن از وسعت هوش بشری بسیار متعجب می‌گردند.
در بخش آخر انسان‌ها فلسفهٔ ارسطو، دکارت، مالبرانش، لایبنیتس و لاک را در مقابل خرد مسافران آزمایش می‌کنند. وقتی مسافران تئوری آکویناس را می‌شنوند که جهان تنها به خاطر بشریت ساخته شده، از خنده غش می‌کنند. سیریایی در حالی که دلش برای انسان‌ها می‌سوزد، تصمیم می‌گیرد برایشان کتابی بنویسد و در آن معنا و مقصود از هر چیز را توضیح دهد. وقتی که حجم عظیم نوشته‌ها به دست آکادمیِ علمیِ فرانسه می‌رسد، منشی بعد از بازکردن کتاب تنها با صفحات خالی مواجه می‌شود.